# Stanisław Panteluk
Stanisław Iwanowycz Panteluk (ur. 9 grudnia 1945 w obwodzie semipałatyńskim w Kazachskiej SRR, zm. 14 kwietnia 2024 w Kijowie) – ukraiński dziennikarz narodowości polskiej, wieloletni działacz polonijny, redaktor naczelny „Dziennika Kijowskiego”.

## Życiorys
Pochodził z rodziny związanej z Kosowem. Urodził się w 1945 roku sto kilometrów od chińskiej granicy, na terenie ówczesnego obwodu semipałatyńskiego w Kazachskiej SRR. Jego rodzina znalazła się tam, przewieziona w czasach stalinowskich z Przykarpacia. Ojciec był Polakiem, zaś matka pochodziła z mieszanej rodziny. Po 1945 roku część rodziny repatriowała się do Polski. Ojciec Panteluka Jan został dyrektorem Muzeum Krajoznawczego w Koszalinie, sam zaś Stanisław Panteluk chodził tam do szkoły.
W 1962 roku rodzina zdecydowała się na powrót do Ukraińskiej SRR. Panteluk odbył tu służbę wojskową. W 1968 roku przyjechał na studia polonistyczne do Wilna. Studiował początkowo w trybie dziennym, następnie zaocznie. Na studiach przejawiał upodobania muzyczne. Ostatecznie ukończył studia w Wileńskim Instytucie Pedagogicznym.
Związał się z biurem turystycznym „Intourist”. W 1971 roku zamieszkał w Kijowie. Pracował jako tłumacz i przewodnik turystyczny.
Po odzyskaniu przez Ukrainę niepodległości w 1991 roku zaangażował się w sprawy polonijne. Zasiadał m.in. w zarządzie głównym Związku Polaków na Ukrainie, został także redaktorem naczelnym „Dziennika Kijowskiego”. Tłumaczył wysoko postawionych polityków ukraińskich, w tym kolejnych prezydentów kraju, towarzyszył delegacjom parlamentarzystów i ministrów ukraińskich do Polski.

## Odznaczenia
Odznaczony odznaką „Zasłużony dla Kultury Polskiej”. W marcu 2024 otrzymał Złoty Krzyż Zasługi.

## Życie rodzinne
Był żonaty z Anżeliką Płaksiną. Razem wydawali „Dziennik Kijowski”. Miał córkę i syna.